# Daiga Mieriņa
Daiga Mieriņa (née Cekule), est une femme politique lettonne, née le 3 mars 1969, et présidente de la Saeima depuis le 20 septembre 2023.

## Biographie
Daiga Mieriņa a étudié à l'université de Lettonie des sciences et technologies de la vie.
Lors des élections législatives de 2022, elle est élue députée de l'Union des paysans de Lettonie au parlement letton pour la 14e législature. Elle devient présidente de la commission au gouvernement local et à l'administration de l'État.
En septembre 2023, elle est élue présidente de la Saeima après que le Parlement a en premier lieu refusé l'élection de Gunārs Kūtris. Elle est élue le 20 septembre à la majorité de 55 voix pour et 34 voix contre.